# اسکوویل (کارولینای شمالی)
اسکوویل (به انگلیسی: Askewville) شهری در ایالت کارولینای شمالی کشور ایالات متحده آمریکا است که جمعیت آن در سرشماری سال ۲۰۱۰ میلادی، ۲۴۱ نفر بوده‌است.